# Antonie Iorgovan
Antonie Iorgovan (n. 9 august 1948, Gornea, România – d. 4 octombrie 2007, Viena, Austria) a fost un jurist român, profesor universitar și senator independent în legislatura 1990-1992, iar mai apoi pe listele PSD în legislaturile 2000-2004 și 2004-2008. De asemenea, între anii 1992-1996, a îndeplinit demnitatea de judecător la Curtea Constituțională a României.
A fost supranumit „Părintele Constituției” 
deoarece, fiind singurul senator independent, a îndeplinit funcția de Președinte al Adunării Constituante.

## Biografie
Antonie Iorgovan s-a născut la data de 9 august 1948, în satul Gornea din comuna Sichevița (județul Caraș-Severin). După ce a absolvit studiile elementare în satul natal și două clase la Liceul Mixt Reșița, s-a înscris în anul 1964 ca elev la Liceul Militar "Ștefan cel Mare" din Câmpulung Moldovenesc, pe care l-a absolvit în anul 1966. Apoi, pentru încă un an, Antonie Iorgovan a fost elev la Școala militară superioară de ofițeri "Nicolae Bălcescu" din Sibiu. Începând din anul 1970 a fost membru al Partidului Comunist Român.
Între anii 1968-1972 a studiat la Facultatea de Drept din cadrul Universității București, ale cărei cursuri le-a absolvit cu media 9,87 cu diplomă de merit, ca șef de promoție la specializarea Drept public. În anul 1979 a obținut titlul de Doctor în Drept al Universității București cu teza de doctorat Răspunderea contravențională. În anul 1982, a absolvit Seminarul "American Law and Legal Institutions" din Salzburg (Austria).
Din anul 1972, Antonie Iorgovan este încadrat drept cadru didactic la Catedra de Drept Public a Facultății de Drept de la Universitatea din București. A urcat pe rând treptele ierarhiei didactice: asistent universitar stagiar (1972-1975); asistent universitar titular la disciplinele: Drept constituțional, Drept administrativ, Drept financiar, Dreptul muncii (1975-1980); lector universitar la disciplina Drept administrativ și știința administrației (1981-1990); conferențiar universitar la disciplina Drept administrativ, numit prin Ordinul Ministrului Învățământului nr. 6696/1993 (1990-1993). Din anul 1993, deține funcția de profesor universitar la aceeași universitate.
Începând din anul 1995 este conducător la doctorat la disciplina Drept administrativ. Între anii 1995-1996 și 2003-2004 a fost profesor invitat la Facultatea de Drept, Universitatea Paris 1 (Pantheon – Sorbonne). Din anul 1995 este președinte al Consiliului Științific al Institutului de Științe Administrative al României, cu sediul la Sibiu. În anul 1998 este ales ca rector al Universității Româno-Germane din Sibiu, din cadrul Fundației Universitare pentru Integrare Europeană. A lucrat și ca profesor titular al Universității „Nicolae Titulescu” din București.
În paralel cu activitatea didactică, prof. Iorgovan a devenit din anul 1996 avocat pledant în Baroul București, fiind coordonatorul Societății civile de avocați „Prof. Iorgovan și Asociații”, cu sediul în București.
El a fost căsătorit cu Niculina Iorgovan, fost judecător la Înalta Curte de Casație și Justiție, cu care a avut un fiu, George Antonie Iorgovan.
Antonie Iorgovan a încetat din viață la data de 4 octombrie 2007, într-o clinică din Viena, în urma unei îndelungi suferințe, ca urmare a unui stop cardiorespirator pe fondul unui cancer de pancreas, operat recidivat, cu metastaze. A fost înmormântat în Cimitirul Belu cu onoruri militare (deoarece era cavaler al Ordinului Național "Serviciul Credincios"), slujba funerară fiind oficiată de către episcopul-vicar patriarhal Vincențiu Ploieșteanul .

## Funcții publice
În perioada decembrie 1989 - iunie 1990, profesorul Iorgovan a lucrat ca expert la Comisia juridică, constituțională și pentru drepturile omului din cadrul CFSN (apoi CPUN). În urma alegerilor parlamentare din 20 mai 1990, el a fost ales ca senator independent de Caraș-Severin, fiind singurul parlamentar ales în afara listei de partid în Parlamentele României de după 1990. În această legislatură, el a făcut parte din Grupul parlamentar al Partidului Național Liberal. A condus în calitate de președinte Comisia de redactare a proiectului de Constituție a României (Adunarea Constituantă). De asemenea, a făcut parte și din Comisia de redactare a proiectului de regulament al Senatului.
A demisionat la 9 iunie 1992 din Parlamentul României, deoarece a fost numit de către Senatul României în demnitatea de judecător la Curtea Constituțională a României pentru un mandat de nouă ani. De asemenea, a demisionat și de la Curtea Constituțională a României în anul 1996. A condus sau a făcut parte din numeroase delegații parlamentare sau ale Curții Constituționale în Europa (Franța, Italia, Spania, Elveția, etc.), în SUA și Canada, în America de Sud (Venezuela) și Africa (Tunisia) etc.
Între anii 1996-1998, a fost președinte al Mișcării Ecologiste din România (MER), iar la alegerile parlamentare din 1996 a candidat în numele Uniunii Naționale de Centru (MER + PDAR + PUR), nefiind ales. În anul 1998 a devenit membru al PDSR, fiind ulterior ales în Consiliul Național și în Colegiul Director. În perioada iunie - noiembrie 2000, a fost consilier județean în județul Prahova.
În urma alegerilor din noiembrie 2000, Antonie Iorgovan a fost ales ca senator de Prahova pe listele Partidului Democrației Sociale din România (PDSR, actualul PSD). În această calitate, a făcut parte din Comisia juridică, de numiri, disciplină, imunități și validări (ca vicepreședinte), din Comisia pentru egalitatea de șanse între femei și bărbați și din Comisia pentru elaborarea propunerii legislative privind revizuirea Constituției.
Antonie Iorgovan a fost reales ca senator de Prahova pe listele PSD în urma alegerilor parlamentare din noiembrie 2004. În această legislatură, a făcut parte din Comisia juridică, de numiri, disciplină, imunități și validări a Senatului.
În cadrul activității sale parlamentare, Antonie Iorgovan a fost membru în următoare grupuri parlamentare de prietenie:
- în legislatura 1990-1992: Republica Populară Chineză, Regatul Unit al Marii Britanii și Irlandei de Nord, Australia, Republica Italiană;
- în legislatura 2000-2004: Republica Federală Iugoslavia Japonia;
- în legislatura 2004-2008: UNESCO, Republica Austria, Albania, Republica Serbia, Republica Arabă Siriană, Japonia.

## Activitate științifică
Antonie Iorgovan este autorul mai multor cursuri de Drept administrativ, al unui curs de Drept constituțional, al Tratatului de drept administrativ apărut în 2002, coautor al revizuirii Constituției din anul 2003.
El a publicat peste 50 de studii semnificative în revistele de specialitate juridică din țară și străinătate, un număr de 5 cursuri universitare de Drept administrativ și știința administrației, respectiv de Drept constituțional și instituții politice (ultimul, Drept constituțional și instituții politice a fost publicat la Editura Galeriile „J.L.Calderon", 1994). A editat un număr de 8 monografii, singur și în colaborare, între care:
- Constituția României, comentată și adnotată (Regia Autonomă „Monitorul Oficial”, București, 1992) - în colaborare;
- Odiseea elaborării Constituției (Ed. „Vatra Românească”, Tg. Mureș, 1998);
- Tratat de Drept administrativ, 2 vol. (Ed. Nemira, 2000, reeditat în 2001 și 2005);
- Revizuirea Constituției României - Explicații și comentarii (Ed. Rosetti, 2003);
- Constituția României, revizuită, comentarii și explicații (Ed. ALL BECK, 2004) - în colaborare;
- Noua lege a contenciosului administrativ - geneză și explicații (Ed. „Roata”, 2004, reeditată în 2006).

## Citate
„O țară care nu are nebuni de genul profesorului Iorgovan, adică un om care trage universități după el, institute de cercetare, scrie monografii, tratate, deci fundamenteză teoretic ceea ce urmează să fie proiectat ca legislație, deci o țară fără profesorul Iorgovan nu are șanse să progreseze .”—Antonie Iorgovan vorbind despre sine, într-un interviu din 2005 în Academia Cațavencu
    „Chiar așa fiind, morala creștină rămâne hrana noastră întru fortificare spirituală și regăsire umana. Devenirea noastră umană, desigur este un proces de durată, noi devenim mai morali pe măsură   ce    devenim mai creștini și devenim mai creștini pe măsură ce ne purificăm tot mai mult, apropiindu-ne cât se poate de Dumnezeu.”                                                                                                                 - O confesiune mai intimă - nespeculată intenționat de presă - cu privire la sentimentul dânsului pentru însemnătatea creștinismului ortodox în viața omului.
„Cine va fi noul Toni Iorgovan care va apăra Constituția, fie aceasta, fie pe cea viitoare? Cine va avea tăria să se bată pentru crezul său așa cum a făcut-o Iorgovan ”—Mircea Geoană, vorbind la înmormântarea lui Antonie Iorgovan